# Радчиха
Ра́дчиха  — село в Україні, в Єрківській селищній територіальній громаді Катеринопільського району Черкаської області.

## Географія
Розташоване на сході відносно селища Калинопіль на відстані 5 км та південному заході відносно обласного центру Черкаси на відстані 120 км. Транспортно-економічне положення с. Радчиха зручно розташоване до залізничного сполучення станції Звенигородка — на відстані 12 км. На південному сході села в надрах землі є поклади уранової руди та бурого вугілля. Ґрунти в селі — слабореградовані чорноземи.

## Історія
За розповідями старих людей, спочатку виникло село Романівка близько 1870 року. Названо було так на честь пана Романова, який був власником цих земель. На сьогодні, колишнє село Романівка стало кутком села Радчиха та простягається через все село — впоперек дороги, яка йде на с. Вікнино. Через деякий час частину земель придбала родина Радченків. На їх честь частина поселення села названа Радчихою та об'єднано в одне село. У 2010 році побудовано Храм Покрови Божої Матері.

## Населення
Населення за переписом 2001 року складає 514 осіб.

### Мовний склад
Рідна мова населення за даними перепису 2001 року:
| Мова       | Чисельність, осіб | Доля     |
| ---------- | ----------------- | -------- |
| Українська | 499               | 97,08 %  |
| Російська  | 14                | 2,72 %   |
| Румунська  | 1                 | 0,20 %   |
| Разом      | 514               | 100,00 % |

## Об'єкти соціальної сфери
На території села функціонують ДНЗ «Світлячок», бібліотека, Радчиський сільський будинок культури, фельдшерський пункт, поштове відділення.

## Пам'ятки
В центрі села знаходиться обеліск Слави на честь загиблих воїнів-односельчан. На сільських кладовищах  два Пам'ятні знаки жертвам голодомору 1932—1933 років.